# Gaoyi
Gaoyi (chinesisch 高邑县, Pinyin Gāoyì Xiàn) ist ein chinesischer Kreis der bezirksfreien Stadt Shijiazhuang der Provinz Hebei. Er hat eine Fläche von 221,2 km² und zählt 186.478 Einwohner (Stand: Zensus 2010). Sein Hauptort ist die Großgemeinde Gaoyi (高邑镇).

## Administrative Gliederung
Auf Gemeindeebene setzt sich der Kreis aus einer Großgemeinde und vier Gemeinden zusammen. Diese sind:
- Großgemeinde Gaoyi 高邑镇

- Gemeinde Daying 大营乡
- Gemeinde Zhonghan 中韩乡
- Gemeinde Wancheng 万城乡
- Gemeinde Xifucun 西富村乡